# Szász Gábor
Szász Gábor (Szeged, 1926. február 15. – Budapest, 2015. február 26.) magyar matematikus, a matematikai tudományok doktora, a Nyíregyházi Tanárképző Főiskola Matematika Tanszékének, illetve a BME Közlekedésmérnöki Kar Matematika Tanszékének volt vezetője.

## Életpálya
Tanulmányait mindvégig Szegeden végezte. 1943-ban érettségizett, majd 1943 és 1948 között a Szegedi Tudományegyetem hallgatója volt.1948-ban matematika-fizika szakos középiskolai tanári oklevelet és egyetemi doktorátust szerzett a szegedi egyetemen. Már egyetemi hallgató korában 1946. szeptembertől az egyetem alkalmazásában állt. Kezdetben fizetés nélküli gyakornok, majd 1949. május 1-től fizetéses gyakornok volt.  
Először az egyetem Kísérleti Fizikai Intézetében, majd egy évvel később az egyetemi a Bolyai Intézetbe került áthelyezéssel, mivel érdeklődése a matematika felé fordult, ahol tanársegédi, majd 1952-ben adjunktusi beosztást kapott. A Bolyai Intézetben az oktató-nevelő munka mellett kezdettől fogva intenzív tudományos munkát folytatott és 1955-ben a matematikai tudomány kandidátusa lett. 1961-ben egyetemi docenssé léptették elő. A következő évben, a Nyíregyházi Tanárképző Főiskola létesítésekor tanszékvezető főiskolai tanári állást kapott és a Matematika Tanszéket vezette.  
1962. augusztus 1-től 1968. június 30-ig ebben a minőségben dolgozott, s munkája elismeréseképpen 1966-ban „Az oktatásügy kiváló dolgozója” kitüntetést kapta. 1967-ben a matematikai tudományok doktora lett. 1968. július 1-től nyugdíjba meneteléig, 1994. október 1-ig a Budapesti Műszaki Egyetem tanára volt. Szervezésével alakult meg a Közlekedésmérnöki Kar Matematika Tanszéke, melynek vezetője volt a megalakulástól kezdve 1991. június 30-ig. Két alkalommal (1971-1974, valamint 1985-1990) a Közlekedésmérnöki Kar tudományos dékánhelyettese volt. Szervező és vezető munkájáért 1976 őszén a Közlekedésmérnöki Kar 25 éves jubileuma alkalmával Rektori Dicséretet kapott. Eredményes oktató-nevelő, valamint jegyzetíró munkájáért az alábbi elismeréseket kapta: Kiváló munkáért (1979, 1984), Jegyzet nívódíj (1984; BME), Tankönyv nívódíj (1987; BME), Kiváló pedagógus (1991). Kutatási területe az algebrai struktúrák, a Hálóelmélet és a félcsoport elmélet.  
Közel 60 tudományos dolgozatát angol és német nyelven publikálta. Hálóelmélet című monográfiájáért, amely német, angol és francia nyelven is megjelent elnyerte az MTA nívódíját, (1959). Könyvet írt a Schweitzer M. emlékversenyről. Egyúttal, kitűnő középiskolai matematika tankönyvek elkészítésében működött közre, így pl., társszerzőként vett részt a 60-as években használt II. osztályos gimnáziumi matematika tankönyv elkészítésénél is. 1989-től, nyugdíjba vonulásáig, az Országos Egyetemi Felvételi Bizottságban, a matematika írásbeli feladatsorozatokat összeállító bizottság elnöke volt. 
1. A Szász Gábor által vezetett Közlekedésmérnök Kar Matematika Tanszék alapítása a BME-en
1968. július 1-től nyugdíjba meneteléig, 1994. október 1-ig a Budapesti Műszaki Egyetem tanára volt. Szervezésével alakult meg a Közlekedésmérnöki Kar Matematika Tanszéke, melynek vezetője volt a megalakulástól kezdve. A tanszék elődtanszéke az Egerváry Jenő vezette II. számú Matematika tanszék volt, amelyet Egerváry 1958-ban bekövetkezett tragikus halála után 1967-ig Varga Ottó vezetett. A tanszék az Építőipari és Közlekedési Műszaki Egyetemhez (ÉKME) tartozott. 1967-ben került sor a BME és az ÉKME egyesítésére és ezt a tanszéket bontotta ketté a BME, megalapítva a Közlekedésmérnök Kari Matematika Tanszéket, valamint az Építőmérnöki Kari Matematika Tanszéket, az előbbit Szász Gábor, az utóbbit pedig Rózsa Pál vezetésével. Mindkettő tanszék a Központi épületből a H. épület V. emeletére költözött. Ebben az épületben lett elhelyezve a többi kar matematika tanszéke is, amely már akkor potenciálisan megteremtette az intézetesítés lehetőségét is az egyetemen. A közös szervezeti együttműködés is elkezdődött 1983-ban a BME Matematika Tanszékcsoport Tudományos Tanácsának megalapításával, amelyben a matematika tanszékek vezetői mellett, a nem matematika tanszékeket Béda Gyula professzor, Csibi Sándor akadémikus és Tuschák Róbert akadémikus képviselte. A fiatal oktatók és kutatók műszaki matematikai képviseletéről a BME-en a Matematika Tanszékek Közgyűlése döntött és titkos szavazással Péter Tamást választotta meg, amely komoly elismerést jelentett ezen a területen a Szász Gábor által vezetett tanszék számára. 
2. A tanszék munkatársai és fejlődése 
Az induláskor az előd tanszékről került Szász Gábor tanszékére Fazekas Ferenc, aki a „Műszaki Matematikai Gyakorlatok” c. könyvsorozat szerkesztője és a sorozatban több könyv szerzője is volt. Kutatásai a mátrix algebra és a közlekedés-matematika területéhez tartoztak. Mestere Egerváry Jenő volt, így a tanszék alkalmazott matematikai kapcsolatai kezdettől fogva az egyetemen és a nemzetközi területen is igen kiterjedtek és kitűnőek voltak. Szász Gábor és Michelbergel Pál akadémikus teljes odaadással támogatta ezeknek a kapcsolatoknak a fejlesztését. Fazekas kezdeményező és szervező tevékenysége kimagasló volt a Kárpát-medencében az elcsatolt területeken, de a környező országok egyetemeinek alkalmazott matematikus szakembereivel kialakított egyetemközi együttműködések szervezésében is. Szintén, alapító volt Seitz Károly is, aki igen elegáns és kitűnő eladó volt. Kutatási területéhez az algebrai módszerek, a véges Abel-csoportok és a végtelen rendű parciális differenciálegyenletek tartoztak. Csank Lajos és Gyurmánczi János ugyancsak alapító tagok voltak, akiknek a kutatási területe a matematika tanítás módszertana volt. Szabó Lajost, Szász Gábor hozta magával a tanszékre. Az ő kutatási területe a növelő elemes félcsoportok vol
t. Grega Béla 1969-ben csatlakozott a tanszékhez. Ő, a Gépészmérnök Kari Matematika Tanszékről jött át. Kutatási területe a műszaki matematika és a textilgépészet-elmélete volt. Számos új textilipari találmány fűződött a nevéhez. Az általa kidolgozott vetülékcséve szabadalmát a svájci állam is átvette. A tanszék igen gyorsan, már a hetvenes évek elején elindította a Közlekedésmatematikai szakmérnök képzést, amely komoly érdeklődést váltott ki a szakmai körökben. Ebben az időszakban Szász Gábor igen aktívan megkezdte a tanszék fiatalítását is. 1972-ben érkezett a tanszékre Péter Tamás, akinek a kutatási területe a matematikai modellezés és a dinamikus rendszerek analízise. Ezen a területen fontos szakmai-kutatási együttműködések jöttek létre a Michelberger akadémikus vezette Közlekedésmérnök Kari Mechanika Tanszékkel és a Közlekedésmérnök Kari Gépjárművek Tanszékkel is. Kitűnően fejlődtek tovább a nemzetközi kapcsolatok is a fenti területen. Így például, Péter Tamás 1987-től a műszaki matematikai modellezés területén, közvetlen szerződéses kapcsolatot hozott létre a BME és a kanadai Québec-i Állami Egyetem között, amelyet, azóta a BME és a kanadai egyetem határozatlan időtartamra véglegesített. Nagy Attila, akinek a kutatási területe a félcsoport elmélet 1976-ban érkezett a tanszékre. 
Áthelyezéssel jöttek a tanszékre Korchmáros Gábor, aki véges geometriával és Szép Gabriella, aki numerikus módszerekkel foglalkozott. 1977-ben nyert felvételt Amirás Erzsébet, ő algebrai területen működött. Wettl Ferenc 1980-ban jött a tanszékre és az ő kutatási területe a véges geometria, Babcsányi István 1985-ban, kutatási területe az automataelmélet és a szabad félcsoportok és végül Zibolen Endre 1990-ben jött át a tanszékre a Gépészmérnök Kari Matematika Tanszékről, ő az akkor már komoly fejlődésnek induló számítógép algebrai módszerekkel és ennek oktatásával foglalkozott.
3. A Tanszék néhány kiemelt rendezvénye:
Szász Gábor vezetése alatt a tanszék mindvégig kitűnő szakmai-tudományos kapcsolatot ápolt a hazai algebrai kutatások területén a Rényi Alfréd Matematikai Kutatóintézet Algebra Kutatóosztályával és a Matematikai és Számítástudományi Intézettel, amelyet Szép Jenő professzor, az intézet igazgatója vezetett. A tanszéki szemináriumok és munkahelyi viták színvonalára jellemző volt, hogy olyan kiemelkedő tekintélyű algebristák is eljöttek ezekre, mint Rédei László akadémikus, Wiegandt Richárd, Steinfeld Ottó és Szász Ferenc. Mind az Algebrai, mind a Matematikai modellezési kutatások területén kiemelkedő esemény volt a Tanszék 20 éves fennállását ünneplő nemzetközi jubileumi konferencia megrendezése a Műegyetemen, a „Second International Mathematical Mini Conference” Budapest, 1988. aug. 9-11. között, amelyen a neves hazai kutatók mellett, USA-beli, kanadai és távol keleti kiemelkedő kutatók is részt vettek. A Konferencia Szervező Bizottság Elnöke és a Matematikai modellezési szekció elnöke Péter Tamás, az Algebra szekció elnöke Nagy Attila volt.

4. A Tanszéki élthez fűződő néhány tudománytörténeti érdekesség
Szász Gábor, amikor hármasban sétáltunk (ő, Nagy Attila és Péter Tamás) egy januári balatonfüredi egyetemi vezetőségi összejövetelt követően a verőfényes Balaton-parti sétányon, elmesélte, hogy kezdő fiatal oktatóként Szegeden, Szőkefalvi rábízta a tanszéki könyvtár rendezését: „Fiatal vagy, tanuljál” felszólítással! Ez, azért vésődött annyira az emlékezetünkbe, mert ő pont ugyanígy bízta ránk a budapesti tanszéki könyvtárunkat. Elmondta, hogy ekkor került a kezébe egy könyv, amely a Hálóelmélettel foglalkozott. Nem ismerte a témát, meglepődött rajta, mivel ezzel addig még nem találkozott. A könyv nem volt túl bonyolult, végigolvasta és elkezdett el a Hálóelmélettel foglalkozni. Így született meg a „Bevezetés a hálóelméletbe” – c. könyve, amelynek angol nyelvű fordítása hozta meg számára az igazi sikert! Ezzel került be a terület nemzetközi élvonalába. Örök időre emlékezetes volt az, amikor egy algebrai értekezés vitáján az idős Rédei László akadémikus elmesélte, hogyan fedezte fel a tételét, amely a magyar matematika egyik legszebb gyöngyszeme és hatásos eszköznek bizonyult a kódelméletben és az n-dimenziós euklideszi terek térfedő kockarácsainak vizsgálatánál. A probléma kutatásánál ugyanis ő egy ponton eljutott abba a fázisba, amikor úgy érezte, hogy nem fog tudni eredményt elérni és szinte már nem is akart ezzel foglalkozni, amikor egy este, a szobájában kisfia szétszórt és ott hagyott kockáit kézbe véve, elkezdte ezeket forgatni és nézegetni – és ekkor jött rá a bizonyításra! Nagyon megható volt, ahogy a matematikus óriás, az idős ember, milyen nagy szeretettel beszélt a kisfiáról és az, hogy neki köszöni az eredményét! Mégis, mélységesen szomorú és fájdalmas a történet, amelyet csendben hallgattunk tudva, hogy a fiú, aki Svédországban neves fizikus lett már nincs az élők sorában, amit az idős édesapa már soha nem tudott meg. Családja féltve őt, nem merte elmondani neki a tragikus baleset hírét.

## Munkásság
Kutatási területe a hálók és a félcsoportok algebrai elmélete. Közel 60 tudományos dolgozatát angol és német nyelven publikálta.
Hálóelmélet című monográfiájáért elnyerte az MTA nívódíját.

## Díjai, elismerései (oktató-nevelő munkáért)
- MTA nívódíj (1959)
- Az oktatásügy kiváló dolgozója (1966)
- Rektori Dicséretet (1976)
- Kiváló munkáért (1979, 1984)
- Jegyzet nívódíj (1984; BME)
- Tankönyv nívódíj (1987; BME)
- Kiváló pedagógus (1991)